# The SSE Arena Belfast
La SSE Odyssey Arena' è un impianto sportivo situato nei pressi di Belfast, capitale dell'Irlanda del Nord. Attuale sede della squadra cittadina di hockey su ghiaccio dei Belfast Giants, è anche un luogo molto scelto per i concerti di artisti nazionali ed internazionali. Con un costo di costruzione pari a 120 milioni di sterline,  l'arena è stata inaugurata nel 2000 e ufficialmente aperta l'anno successivo; comprende, oltre all'impianto in sé, altri due edifici: il W5 e l'Odyssey Pavillion.
Per quanto riguarda gli eventi, ha sostenuto molti spettacoli live riguardanti la WWE sia di Raw che di SmackDown, ma soprattutto fu scelta da MTV, il 2 marzo 2011, come sede degli European Music Awards facendo così di Belfast la più piccola città ad ospitare l'evento e dello show il più grande successo della storia degli EMAs.